# Bermuda Run
Bermuda Run – miasto w Stanach Zjednoczonych, w stanie Karolina Północna, w hrabstwie Davie.